# Capacitanța corpului uman
Capacitanța corpului uman sau capacitatea electrică a corpului uman este proprietatea fizică a corpului uman, care îl face să acționeze ca un condensator. Ca orice alt obiect conductor electric, un corp uman pot stoca sarcină electrică dacă este izolat. Valoarea actuală a capacitanței variază cu mediul înconjurător; poate fi redusă atunci când este în picioare în vârful unui stâlp fără nimic în apropiere, sau mare atunci când stă rezemat de un suprafață metalică mare legată la împământare dar izolată, cum ar fi un frigider de uz casnic, sau un perete de metal dintr-o fabrică.
Țesăturile sintetice și frecarea poate încărca electric un corp uman la aproximativ 3 kV. Potențiale electrice mai mici nu pot avea nici un efect notabil, dar unele dispozitive electronice pot fi deteriorate de tensiuni modeste de 100 de volți. Fabricile de aparate electronice sunt foarte atente pentru a preveni ca oamenii să se încarce. O întreagă ramură a industriei electronice se ocupă cu prevenirea acumulării electricității statice și protejarea produselor împotriva descărcărilor electrostatice.
În special, o combinație de încălțăminte cu unele tipuri de soluri, umiditate scăzută, și un uscat covor (fibrele sintetice⁠(d) în special) poate provoca ca mersul să încarce capacitanța corpului unei persoane până la câțiva zeci de kilovolți față de pământ. Omul și împrejurimile constituie atunci un condensator foarte încărcat. O apropiere de orice obiecte bune conductoare electrice, conectat la pământ (sol), poate crea un șoc electric, chiar și o scânteie vizibilă.
Capacitanța corpului a fost un inconvenient semnificativ atunci când se acordau aparatele vechi de radio; atingerea butonului de acord cuplu capacitanța corpului în circuitul de acord, schimbându-i ușor frecvența de rezonanță. Cu toate acestea, capacitanța corpului este foarte util în theremin⁠(d), un instrument muzical în care se provoacă o ușoară schimbare de frecvență a oscilatoarelor interne ale instrumentului. Unul din ele  schimbă frecvența, și celălalt face ca intensitatea (volumul) să se schimbe lin între volum slab și maxim.
Capacitanța unui corp uman în condiții normale este de obicei de zeci la câteva sute de picofarazi, care este o valoare mică conform standardelor electronice. În timp ce oamenii sunt mult mai mari decât componentele electronice, ei sunt de asemenea, cea mai mare parte separate printr-o distanță semnificativă de alte obiecte conductoare. Deși uneori șocul electrostatic poate fi surprinzător și chiar neplăcut, cantitatea de energie este relativ scăzută, și nu va afecta o persoană sănătoasă.
Modelul Corpului Uman pentru capacitanță, așa cum este el definit de Asociația de Descărcare Electrostatică (ESDA) este reprezentat de un condensator de 100pF în serie cu un rezistor de 1,5 kΩ

## Senzor de atingere
Capacitanța corpului poate fi folosită pentru a acționa întrerupătoarele cu apăsare, lifturi, sau robinete. Anumite detectoare de tensiune se bazează pe capacitanța corpului. 
Un senzor tactil capacitiv răspunde la apropierea (dar nu la forță sau atingere) unei părți a corpului uman, de obicei un deget. Capacitatea dintre dispozitiv și degetului este sesizată. Ecranele tactile capacitive nu necesită aplicarea forței pe suprafețele lor, ceea ce le face mai ușor de utilizat și de proiectat în unele privințe. În plus, datorită capacitanței corpului, oamenii se comportă la fel de bine ca și antene, și unele televizoare mici folosesc oamenii pentru a-și îmbunătăți recepția.

## Legături externe
- Downloadable electrostatic BEM module în MATLAB pentru auto-capacitate de un corp uman și relevante corpul uman ochiuri